# Beaver Hall Group

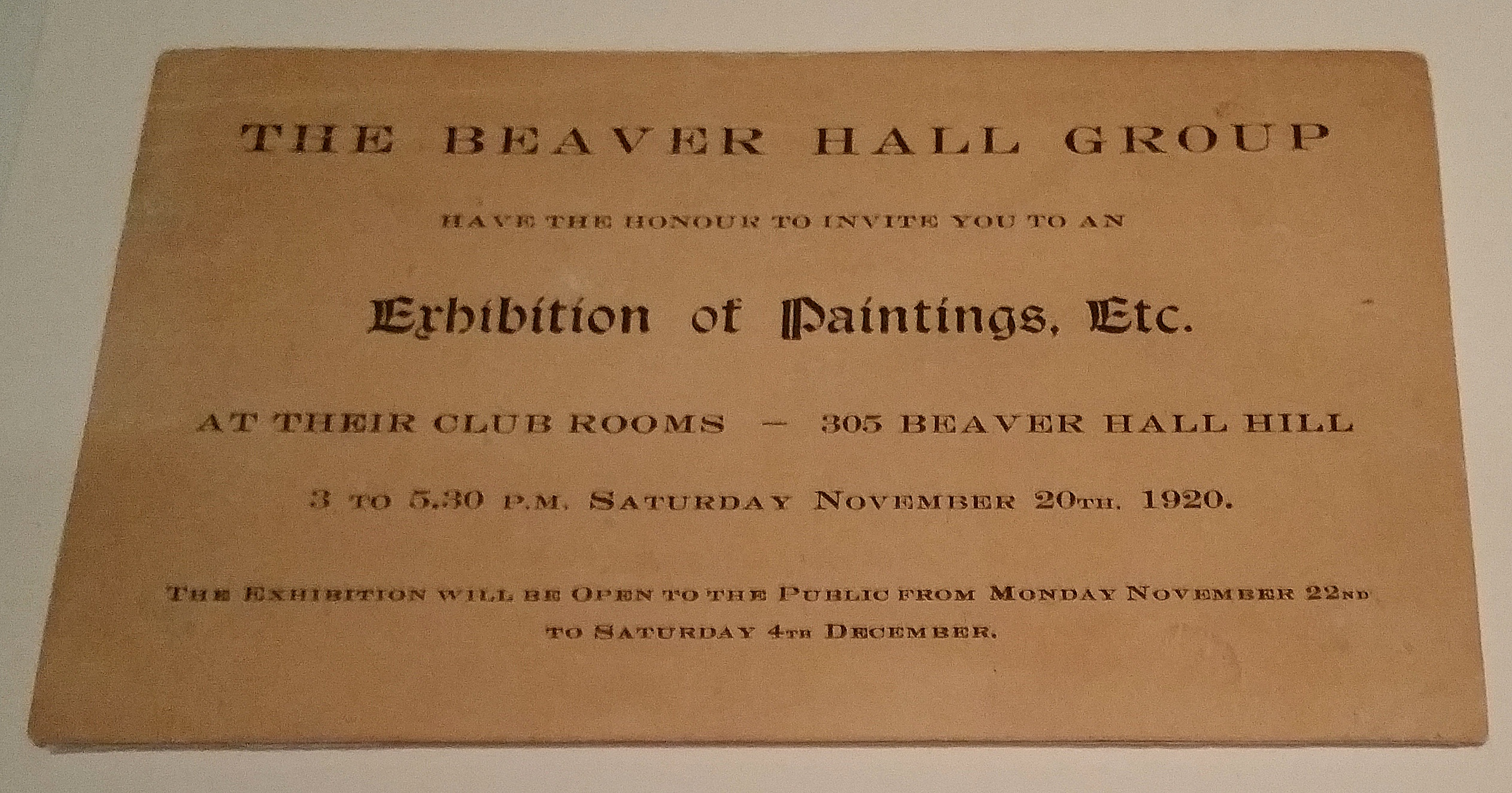
Einladung zur ersten Ausstellung der Beaver Hall Group 1920 in Montréal

Die Beaver Hall Group war eine Künstlervereinigung in Montréal, Kanada, die von 1920 bis 1922 existierte. Benannt nach ihrem Atelier auf dem Beaver Hall Hill in Montréal, war die Gruppe bekannt für ihre modernistische Kunst, die eine Alternative zur Landschaftsmalerei der Group of Seven darstellte. Der Schwerpunkt lag auf Porträts, Szenen des städtischen Lebens und modernen Themen.

## Geschichte

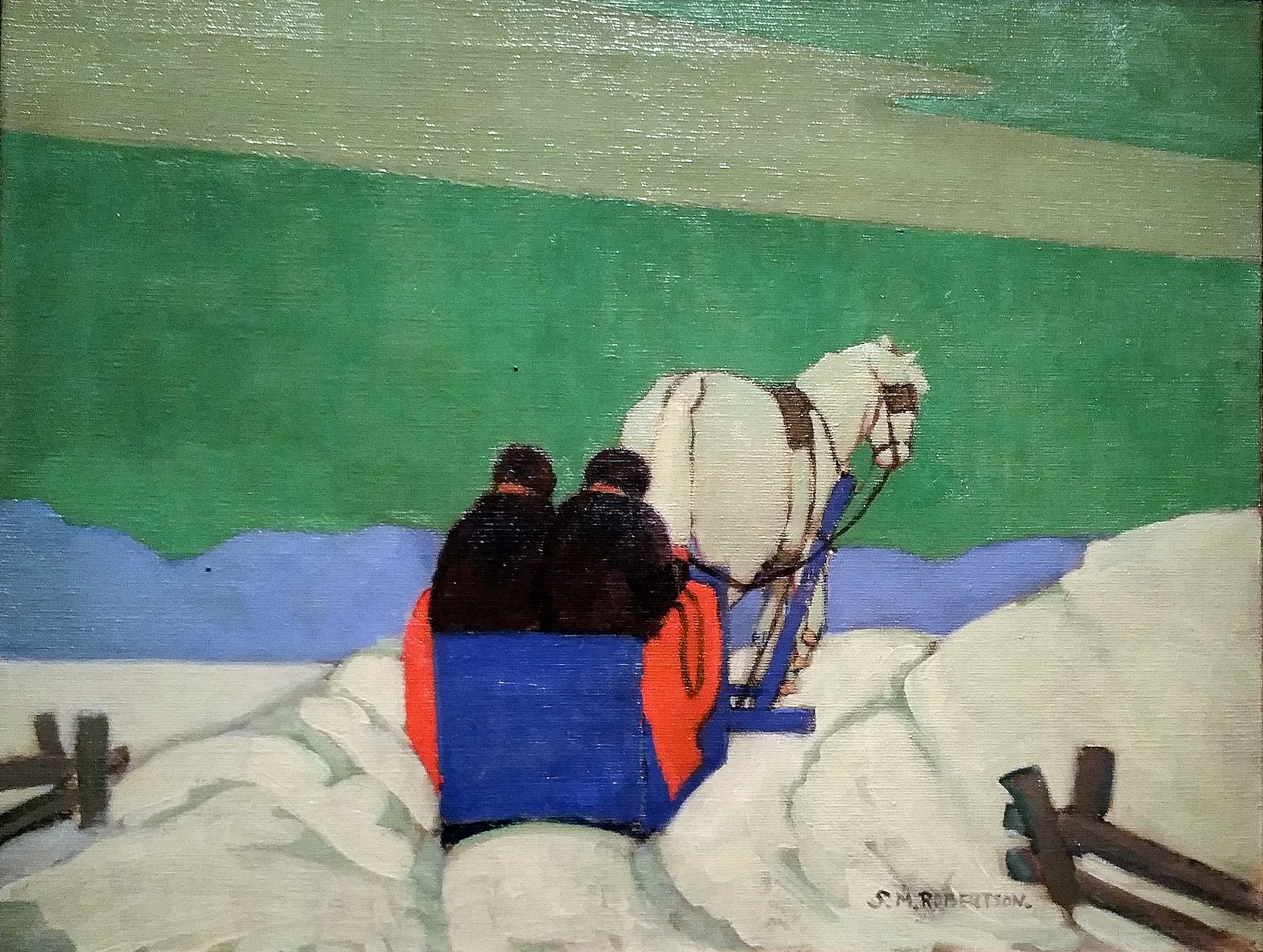
The Blue Carriage (Der blaue Schlitten), 1924, Sarah Robertson. Tom Thomson Art Gallery

Die Beaver Hall Group wurde 1920 unter der Leitung von A.Y. Jackson, einem Mitglied der Group of Seven, gegründet. Die wichtigsten Mitglieder waren Randolph Hewton, Edwin Holgate, Henrietta Mabel May, Lilias Torrance Newton und Mabel Lockerby. Im Gegensatz zu vielen anderen Künstlergruppen dieser Zeit förderte die Beaver Hall Group aktiv die Teilnahme von Frauen. Etwa die Hälfte der Mitglieder waren Frauen, darunter Anne Savage, Sarah Robertson, Nora Collyer und Prudence Heward. Die Gruppe umfasste sowohl englisch- als auch französischsprachige Künstler und war somit kulturell vielfältig.
Laut A.Y. Jackson bestand das Hauptziel der Mitglieder der Gruppe darin, „... dem Künstler die Gewissheit zu geben, dass er malen kann, was er fühlt, ohne Rücksicht auf das, was bisher als Voraussetzung für die Akzeptanz des Werks auf den anerkannten Kunstausstellungen in den kanadischen Zentren galt. Schulen und ,Ismen‘ stören uns nicht; der individuelle Ausdruck ist unser Hauptanliegen“ (Montreal Gazette, 18. Januar 1921).
Die von der Beaver Hall Group gemieteten Ateliers befanden sich in einem Haus in 305 Beaver Hall Hill, einer Nord-Süd-Verbindung zwischen Phillips Square und Victoria Square in Montreal. Der Ort lag im Herzen des Künstlerviertels. In der Nachbarschaft befanden sich Lokale wie Krausmann’s Tavern und der Oxford Pub, die von Stammgästen mit Pariser Bistros verglichen wurden.
Die erste offizielle Ausstellung der Beaver Hall Group fand am 17. Januar 1921 statt. Neunzehn Künstler, darunter elf Männer und acht Frauen, stellten ihre Werke aus. Obwohl die Gruppe kein einheitliches künstlerisches Ziel verfolgte, verband ihre Mitglieder das Interesse an der modernistischen Ästhetik und der gegenseitige kreative Austausch. Finanzielle Schwierigkeiten führten 1922 zur Schließung des gemeinsamen Ateliers und zur offiziellen Auflösung der Gruppe. Viele Mitglieder setzten jedoch ihre künstlerische Arbeit fort und prägten die kanadische Kunstszene weiter.

## Mitglieder

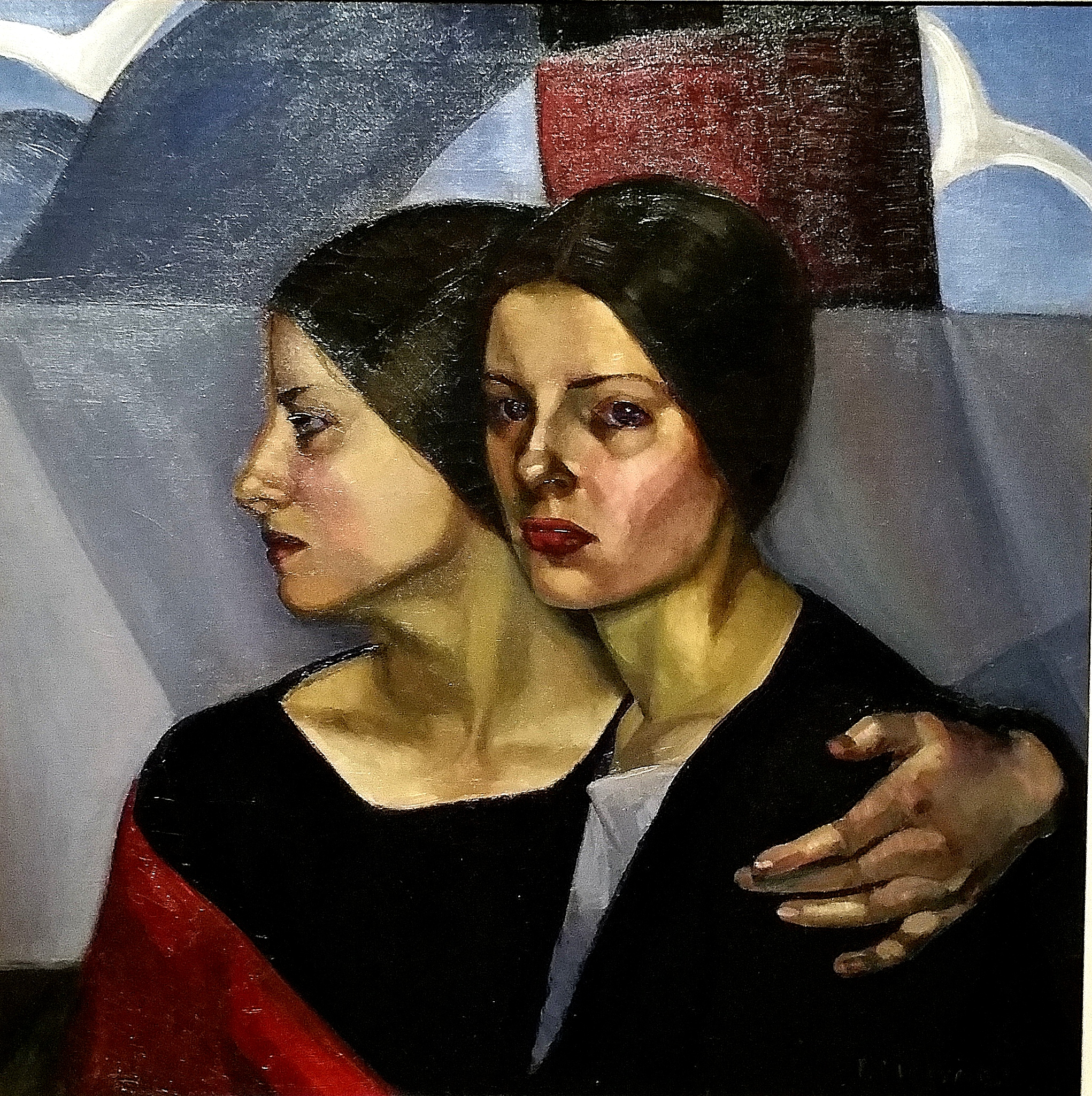
The Immigrants (Die Einwanderer), Prudence Heward, 1929. Privatsammlung, Toronto

Alle zehn weiblichen Mitglieder der Beaver Hall Group hatten bei William Brymner (1855–1925) studiert, einem prominenten kanadischen Künstler, der sie ermutigte, neue modernistische Ansätze in der Malerei zu erkunden. In einer Zeit, in der Künstlerinnen nur als Hobbykünstlerinnen angesehen wurden und vom Mainstream der professionellen Kunst ausgeschlossen waren, war die Beaver Hall Group die erste kanadische Künstlervereinigung, in der Frauen eine zentrale Rolle spielten. Wichtig war, dass sie nicht nur malten, sondern ihre Werke auch ausstellten und verkauften. Die meisten Frauen der Beaver Hall Group blieben unverheiratet.
- Nora Collyer (1898–1979)
- Emily Coonan (1885–1971)
- Prudence Heward (1896–1947)
- Mabel Lockerby (1882–1976)
- Henrietta Mabel May (1877–1971)
- Kathleen Morris (1893–1986)
- Lilias Torrance Newton (1896–1980)
- Sarah Robertson (1891–1948)
- Anne Savage (1896–1971)
- Ethel Seath (1879–1963)

Weitere Mitglieder der Gruppe, sowie Personen, die in enger Beziehung zu ihnen standen:
- Adrien Hébert (1890–1967)
- Randolph Hewton (1888–1960)
- Edwin Holgate (1892–1977)
- A. Y. Jackson (1882–1972), erster Präsident der Gruppe
- Pegi Nicol MacLeod (1904–1949)
- Robert Pilot (1898–1967)
- Jori Smith (1907–2005)

Die Werke der Mitglieder sind heute in renommierten kanadischen Museen wie der National Gallery of Canada zu sehen. Die Ausstellung Colours of Jazz, 1920s Modernism in Montreal. The Beaver Hall Group  (2015/2016) im Musée des beaux-arts de Montréal / Montreal Museum of Fine Arts, machte ihre Werke einem breiteren Publikum bekannt und zeigte ihre Bedeutung für die kanadische Kunstgeschichte. In mehreren feministischen Ausstellungen wurden Werke von Künstlerinnen der Beaver Hall Group gezeigt, darunter From Women's Eyes: Women Painters in Canada (Agnes Etherington Art Centre, 1975), Expressions of Will: The Art of Prudence Heward (Agnes Etherington Art Centre, 1986) und The Artist Herself: Self-Portraits by Canadian Historical Women Artists (Agnes Etherington Art Centre, 2015).